# Keeper of the Seven Keys Part 2
Keeper of the Seven Keys Part 2 is een album van de band Helloween dat uitkwam in 1988.
Dit album was nog succesvoller dan zijn voorganger, mede door de single "Dr. Stein", en het succesvolste album van deze Duitse heavymetalband.
Het album opent met het intro "Invitation" en eindigt met het lange nummer "Keeper of the Seven Keys". Op het titelnummer wordt veel nadruk gelegd op het drumwerk. Vanwege kritiek op onder andere het drumwerk op het lange nummer "Halloween" van het vorige album, had de band besloten om een nummer te schrijven waaruit zou blijken dat Ingo Schwichtenberg wel degelijk een goede drummer was. Het album kwam als normale elpee, picturedisc en in latere jaren ook op cd uit.

## Tracklist
1. Invitation (intro)
2. Eagle Fly Free
3. You Always Walk Alone
4. Rise And Fall
5. Dr. Stein
6. We Got The Right
7. Save Us*
8. March Of Time
9. I Want Out
10. Keeper Of The Seven Keys

*Cd bonustrack, op eerdere uitgaven was dit nummer de laatste track van het album.

## Singles
Van dit album verschenen twee singles.
- Dr. Stein
- I Want Out

## Bandleden
- Michael Kiske - zanger
- Kai Hansen - gitarist  (de voormalige zanger)
- Markus Großkopf - basgitarist
- Michael Weikath - gitarist
- Ingo Schwichtenberg - drummer